# Хольрайзер, Генрих
Генрих Хольрайзер (нем. Heinrich Hollreiser; 24 июня 1913, Мюнхен — 24 июля 2006, Шеффау-ам-Вильден-Кайзер) — немецкий дирижёр.
Окончил Мюнхенскую Высшую школу музыки, учился у Карла Эльмендорфа, а неформальным образом и у Клеменса Крауса. В 17-летнем возрасте дирижировал учебной постановкой оперы Вебера «Вольный стрелок». В 1930-е гг. работал в оперных театрах Висбадена, Дармштадта, Мангейма, Дуйсбурга, в 1942—1945 гг. был главным дирижёром Мюнхенской оперы. Во второй половине 1940-х гг. Хольрайзер был генеральмузикдиректором в Дюссельдорфе, одновременно выступая с различными германскими оркестрами. В 1951 г. он был приглашён на работу в Венскую государственную оперу, в 1952—1961 гг. был её главным дирижёром, однако и в дальнейшем часто работал с ней и к 1994 г. провёл за пультом её оркестра 1080 спектаклей — в том числе триумфальную постановку оперы Альбана Берга «Воццек» в 1967 г. и первую в Австрии постановку оперы Игоря Стравинского «Похождения повесы». В 1962—1965 гг. Хольрайзер был главным дирижёром Немецкой оперы в Берлине — здесь под его руководством состоялась, в частности, мировая премьера оперы Роджера Сешенса «Монтесума» (1964).